# Sometimes Always
"Sometimes Always" é uma canção da banda escocesa The Jesus and Mary Chain e o primeiro single do álbum Stoned & Dethroned. Composta por William Reid, é um dueto entre Jim Reid e Hope Sandoval, do Mazzy Star. Teve um sucesso comercial moderado no Reino Unido, mas também fez sucesso no circuito alternativo nos Estados Unidos. Desde então, foi aclamada pela crítica como uma das melhores canções do álbum Stoned & Dethroned, de 1994.

## Antecedentes
"Sometimes Always" foi composta pelo guitarrista do Jesus and Mary Chain, William Reid, que sentiu que a música soava como um dueto de Lee Hazlewood e Nancy Sinatra. A banda então recrutou a vocalista Hope Sandoval para cantar o papel feminino ao lado do vocalista Jim Reid. William Reid comentou: "Sempre gostamos da voz de Hope. Pedimos a ela anos atrás para estar em um dos discos, mas nunca houve uma canção que combinasse. Então esta apareceu e pareceu certa".
Inicialmente, a banda ficou preocupada que a canção fosse "fofa demais, uma história leve demais", de acordo com William Reid. No entanto, como ele afirmou, "Quando a gravamos, Hope e Jim cantaram e eles simplesmente transcenderam". Na época em que foi gravada, Sandoval era conhecida por ser uma "boa amiga" de William, com quem teria um relacionamento em breve. Sandoval também apareceria ao lado da banda no videoclipe da canção, dirigido por Sophie Muller. Muller também dirigiu o vídeo de "Come On" e desenhou a arte do álbum Stoned & Dethroned.

## Lançamento
"Sometimes Always" foi selecionada pela banda como o primeiro single do álbum Stoned & Dethroned, de 1994. O single foi lançado pela Blanco y Negro Records em 18 de julho de 1994 e alcançou o número 22 na parada de singles do Reino Unido. "Sometimes Always" alcançou a posição 62 na parada australiana ARIA Singles em agosto de 1994.

## Recepção
"Sometimes Always" teve uma recepção crítica positiva e foi frequentemente apontado como um destaque de Stoned & Dethroned. Ned Raggett, do AllMusic, escreveu: "'Sometimes Always' realmente é um lindo dueto", enquanto Drowned in Sound o apelidou de "momento mais conhecido e de maior destaque" do álbum. A Pitchfork também chamou a canção de "destaque" em Stoned & Dethroned, enquanto Tom Breihan, do Stereogum, disse que é um "clássico" e que "reina com muita força".

## Posição nas paradas musicais
| Parada (1994)                                  | Melhor posição |
| ---------------------------------------------- | -------------- |
| Austrália (ARIA)                               | 62             |
| Canadá (RPM Top Singles)                       | 72             |
| Reino Unido (UK Singles Chart)                 | 22             |
| Estados Unidos (Billboard Hot 100)             | 96             |
| Estados Unidos (Billboard Alternative Airplay) | 4              |

## Regravações
Em 2020, Hatchie e The Pains of Being Pure at Heart gravaram uma versão cover em dueto.